# 빌라 아르송
빌라 아르송(Villa arson)은 니스 국립 고등 미술 학교, 국립 현대 미술 센터, 예술가 레지던스, 전문 미디어실이 결합된 기관이다. 프랑스 니스 북부에 위치한다. 니스 국립 고등 미술 학교는 자국에 유일하게 순수미술만 있는 학교이며, 보통 국립 미술 학교 정원의 반 정도인 150명, 한 학년에 30명이 유지되는 소규모 학교다. 순수 아트, 미디어 아트, 음향 아트 분야가 유명하다.

## 같이 보기
- 그랑테타블리스망
- 프랑스의 교육